# Београдски историјски гласник
Београдски историјски гласник је часопис одељења за историју Филозофског факултета Универзитета у Београду. Први број је изашао 2010. а последњи 2014. године. Часопис се штампао у тиражу од 500 примерака и излазио је једном годишње. Часопис је био финансиран од стране самог факултета, као и Министарства просвете Републике Србије. Штампа се обављала у штампарији Sapient Graphics doo, на Новом Београду за прва три броја, а потом штампа прелази на ЈП Службени гласник из Београда. Часопис је објављивао научне радове са историјском тематиком, а сваки од радова објављен је и на енглеском језику. 

## Уредништво и редакција
Главни уредник Београдског историјског гласника био је др Никола Самарџић, извршни уредник био је др Синиша Мишић, а секретар редакције др Јелена Мргић, који су сви уједно и професори на катедри за историју Филозофског факултета у Београду. Улогу техничког секретара обављала је мр Јелена Пауновић Штерменски, секретар одељења за историју.
Чланови редакције били су професори овог одељења и то: др Андрија Веселиновић, др Радош Љушић, др Маријана Рицл, др Влада Станковић, др Синиша Мишић, др Никола Самарџић, др Јелена Мргић и мр Јелена Пауновић Штерменски.
Сарадници из других институција били су: др Ненад Лемајић професор на катедри за историју на Филозофском факултету у Новом Саду, потом Др Ема Миљковић са Филозофског факултета Универзитета у Нишу и др Славенко Терзић члан Историјског института Београд.
Постојало је и много иностраних чланова и дописника, који су сарађивали са београдским професорима и редакцијом часописа.

## Рецензенти[5]
- Академик др Љубомир Максимовић
- Академик др Десанка Ковачевић-Којић
- Академик др Јованка Калић
- Академик др Михаило Војводић
- Академик др Момчило Спремић
- Др Андрија Веселиновић
- Др Радош Љушић
- Др Милан Ристовић
- Др Смиља Марјановић-Душанић
- Др Љубодраг Димић
- Др Маријана Рицл
- Др Недељко Радосављевић
- Др Синиша Мишић
- Др Никола Самарџић
- Др Влада Станковић
- Др Јелена Мргић
- Др Мира Радојевић
- Др Ема Миљковић
- Др Славенко Терзић
- Др Ненад Лемајић
- Др Момир Павловић
- Др Момчило Митровић
- Др Оливер Јенс Шмит
- Др Иво Голдштајн
- Др Еђидио Никифоров
- Др Ханс-Михаел Мидлиг
- Др Христос Ставракос